# Premier district congressionnel de Caroline du Nord
Le 1er district congressionnel de Caroline du Nord est situé dans la partie nord-est de l'État. Il se compose de nombreux comtés de la Black Belt qui bordent la Virginie et s'étend vers le sud dans plusieurs comtés des Inner Banks et du Research Triangle. Il couvre de nombreuses zones rurales du nord-est de la Caroline du Nord, parmi les plus pauvres économiquement de l'État, ainsi que les banlieues extérieures du Research Triangle urbanisé. Il contient des villes telles que Greenville, Rocky Mount, Wilson, Goldsboro, Henderson et Roanoke Rapids.
Le 1er district est actuellement représenté par le Démocrate Don Davis.
Le 5 février 2016, la Cour d'appel du quatrième circuit a statué que le 1er district, ainsi que le 12e, avaient été regroupés selon des critères raciaux, ce qui était inconstitutionnel et devait être redessiné d'ici le 15 mars 2016. Il a été redessiné à nouveau en 2019 à la suite d'un redécoupage ordonné par le tribunal, qui a supprimé des parties du Triangle de recherche du district et l'a changé à D+3 au lieu de D+17 sur l'indice CPVI.
Outre une brève période de 1895 à 1899, lorsque le district était détenu par un populiste, le 1er district est toujours démocrate depuis 1883.
Le 23 février 2022, la Cour suprême de Caroline du Nord a approuvé une nouvelle carte qui a modifié les limites du 1er district pour ajouter les comtés de Chowan, Franklin, Greene, Pasquotank, Perquimans, Tyrrell et le reste du Comté de Vance tout en supprimant le Comté de Wayne.

## Géographie
Voici la liste des comtés présent dans le district entre 2023 et 2025.
- Comté de Bertie
- Comté de Camden
- Comté de Chowan
- Comté de Currituck
- Comté de Edgecombe
- Comté de Gates
- Comté de Granville (en partie)
- Comté de Greene
- Comté de Halifax
- Comté de Hertford
- Comté de Lenoir
- Comté de Martin
- Comté de Nash
- Comté de Northampton
- Comté de Pasquotank
- Comté de Perquimans
- Comté de Tyrrell
- Comté de Vance
- Comté de Warren
- Comté de Washington
- Comté de Wayne
- Comté de Wilson

## Historique de vote
| Année | Poste     | Résultats               |
| ----- | --------- | ----------------------- |
| 2000  | Président | Gore 57,0 % – 42,0 %    |
| 2004  | Président | Kerry 57,0 % – 42,0 %   |
| 2008  | Président | Obama 62,0 % – 37,0 %   |
| 2012  | Président | Obama 68,0 % – 31,0 %   |
| 2016  | Président | Clinton 68,0 % – 31,0 % |
| 2020  | Président | Biden 54,0 % – 45,0 %   |

## Liste des Représentants du district
| Membre                           | Parti                 | Années                              | Congrès     | Histoire électorale | Zone géographique |
| -------------------------------- | --------------------- | ----------------------------------- | ----------- | --- | --- |
| District établit le 24 mars 1790 |                       |                                     |             | | |
| John B. Ashe (en)                | Anti-Administration   | 24 mars 1790 - 3 mars 1791          | 1er         | Élu en 1790. Redécoupage vers le 3e district et réélu là-bas. | 1790–1791 Comtés d'Anson, Burke, Guilford, Iredell, Lincoln, Mecklenburg, Montgomery, Rockingham, Stokes, Surry, Rowan, Rutherford et Wilkes                                              |
| John Steele (en)                 | Pro Administration    | 4 mars 1791 - 3 mars 1793           | 2e          | Redécoupage depuis le 4e district et réélu en 1791. | 1791–1793 Comtés de Burke, Guilford, Iredell, Lincoln, Mecklenburg, Montgomery, Rockingham, Stokes, Surry, Rowan, Rutherford et Wilkes                                                    |
| Joseph McDowell (en)             | Anti-Administration   | 4 mars 1793 - 3 mars 1795           | 3e          | Élu en 1793. Perd sa réélection. | 1793–1803 Comtés d'Ashe, Buncombe, Burke, Lincoln, Rutherford et Wilkes |
| James Holland (en)               | Républicain-Démocrate | 4 mars 1795 - 3 mars 1797           | 44e         | Élu en 1795. Perd sa réélection. | 1793–1803 Comtés d'Ashe, Buncombe, Burke, Lincoln, Rutherford et Wilkes |
| Joseph McDowell Jr. (en)         | Républicain-Démocrate | 4 mars 1797 - 3 mars 1799           | 55e         | Élu en 1796. Perd sa réélection. | 1793–1803 Comtés d'Ashe, Buncombe, Burke, Lincoln, Rutherford et Wilkes |
| Joseph Dickson (en)              | Fédéraliste           | 4 mars 1799 - 3 mars 1801           | 6e          | Élu en 1798. Perd sa réélection. | 1793–1803 Comtés d'Ashe, Buncombe, Burke, Lincoln, Rutherford et Wilkes |
| James Holland (en)               | Républicain-Démocrate | 4 mars 1801 - 3 mars 1803           | 7e          | Élu en 1800. Redécoupage vers le 11e district. | 1793–1803 Comtés d'Ashe, Buncombe, Burke, Lincoln, Rutherford et Wilkes |
| Thomas Wynns (en)                | Républicain-Démocrate | 4 mars 1803 - 3 mars 1807           | 8e , 9e     | Redécoupage depuis le 8e et réélu en 1803 Réélu en 1804. Retrait. | 1803–1813Comtés de Camden, Chowan, Currituck, Gates, Hertford, Pasquotank et Perquimans                                                                                                   |
| Lemuel Sawyer (en)               | Républicain-Démocrate | 4 mars 1807 - 3 mars 1813           | 10e - 12e   | Élu en 1806. Réélu en 1808. Réélu en 1810. Perd sa réélection. | 1803–1813Comtés de Camden, Chowan, Currituck, Gates, Hertford, Pasquotank et Perquimans                                                                                                   |
| William H. Murfree (en)          | Républicain-Démocrate | 4 mars 1813 - 3 mars 1817           | 13e , 14e   | Élu en 1813. Réélu en 1815. Retrait. | 1813–1823 Comtés de Camden, Chowan, Currituck, Gates, Hertford, Pasquotank et Perquimans                                                                                                  |
| Lemuel Sawyer (en)               | Républicain-Démocrate | 4 mars 1817 - 3 mars 1823           | 15e - 17e   | Élu en 1817. Réélu en 1819. Réélu en 1821. Perd sa réélection. | 1813–1823 Comtés de Camden, Chowan, Currituck, Gates, Hertford, Pasquotank et Perquimans                                                                                                  |
| Alfred M. Gatlin (en)            | Républicain-Démocrate | 4 mars 1823 - 3 mars 1825           | 18e         | Élu en 1823. Perd sa réélection. | 1823–1833 Comtés de Camden, Chowan, Currituck, Gates, Hertford, Pasquotank et Perquimans                                                                                                  |
| Lemuel Sawyer (en)               | Jacksonien (en)       | 4 mars 1825 - 3 mars 1829           | 19e , 20e   | Élu en 1825. Réélu en 1827. Perd sa réélection. | 1823–1833 Comtés de Camden, Chowan, Currituck, Gates, Hertford, Pasquotank et Perquimans                                                                                                  |
| William B. Shepard (en)          | Anti-Jacksonien       | 4 mars 1829 - 3 mars 1837           | 21e - 24e   | Élu en 1829. Réélu en 1831. Réélu en 1833. Réélu en 1835. | 1823–1833 Comtés de Camden, Chowan, Currituck, Gates, Hertford, Pasquotank et Perquimans                                                                                                  |
| William B. Shepard (en)          | Anti-Jacksonien       | 4 mars 1829 - 3 mars 1837           | 21e - 24e   | Élu en 1829. Réélu en 1831. Réélu en 1833. Réélu en 1835. | 1833–1843 Comtés de Camden, Chowan, Currituck, Gates, Hertford, Pasquotank et Perquimans                                                                                                  |
| Samuel T. Sawyer (en)            | Whig                  | 4 mars 1837 - 3 mars 1839           | 25e         | Élu en 1837. | |
| Kenneth Rayner (en)              | Whig                  | 4 mars 1839 - 3 mars 1843           | 26e , 27e   | Élu en 1839. Réélu en 1841. Redécoupage vers le 9e district. | |
| Thomas L. Clingman (en)          | Whig                  | 4 mars 1843 - 3 mars 1845           | 28e         | Élu en 1843. | 1843–1853 Comtés de Buncombe, Burke, Caldwell, Cherokee, Cleveland, Haywood, Henderson, Jackson, Macon, Madison, McDowell, Rutherford et Yancey                                           |
| James Graham (en)                | Whig                  | 4 mars 1845 - 3 mars 1847           | 29e         | Élu en 1845. | 1843–1853 Comtés de Buncombe, Burke, Caldwell, Cherokee, Cleveland, Haywood, Henderson, Jackson, Macon, Madison, McDowell, Rutherford et Yancey                                           |
| Thomas L. Clingman (en)          | Whig                  | 4 mars 1847 - 3 mars 1853           | 30e - 32e   | Élu en 1847. Réélu en 1849. Réélu en 1851. Redécoupage vers le 8e district. | 1843–1853 Comtés de Buncombe, Burke, Caldwell, Cherokee, Cleveland, Haywood, Henderson, Jackson, Macon, Madison, McDowell, Rutherford et Yancey                                           |
| Henry M. Shaw (en)               | Démocrate             | 4 mars 1853 - 3 mars 1855           | 33e         | Élu en 1853. | 1853–1861 Comtés de Bertie, Camden, Chowan, Currituck, Gates, Halifax, Hertford, Martin, Northampton, Pasquotank, Perquimans, Tyrrell et Washington                                       |
| Robert T. Paine (en)             | Know Nothing          | 4 mars 1855 - 3 mars 1857           | 34e         | Élu en 1855. | 1853–1861 Comtés de Bertie, Camden, Chowan, Currituck, Gates, Halifax, Hertford, Martin, Northampton, Pasquotank, Perquimans, Tyrrell et Washington                                       |
| Henry M. Shaw (en)               | Démocrate             | 4 mars 1857 - 3 mars 1859           | 35e         | Élu en 1857. | 1853–1861 Comtés de Bertie, Camden, Chowan, Currituck, Gates, Halifax, Hertford, Martin, Northampton, Pasquotank, Perquimans, Tyrrell et Washington                                       |
| William N. H. Smith (en)         | Opposition Party (en) | 4 mars 1859 - 3 mars 1861           | 36e         | Élu en 1859. La Caroline du Nord fait Sécession en mai 1861. | 1853–1861 Comtés de Bertie, Camden, Chowan, Currituck, Gates, Halifax, Hertford, Martin, Northampton, Pasquotank, Perquimans, Tyrrell et Washington                                       |
| Vacant                           | Vacant                | 4 mars 1861 - 6 juillet 1868        | 37e - 40e   | Guerre de Sécession et Reconstruction | Guerre de Sécession et Reconstruction |
| John R. French (en)              | Républicain           | 6 juillet 1868 - 3 mars 1869        | 40e         | Élu pour terminer le mandat. Perd sa renomination. | 1868–1873 Comtés de Beaufort, Bertie, Camden, Chowan, Currituck, Dare, Gates, Halifax, Hertford, Hyde, Martin, Northampton, Pasquotank, Perquimans, Tyrrell et Washington                 |
| Clinton L. Cobb (en)             | Républicain           | 4 mars 1869 - 3 mars 1875           | 41e - 43e   | Élu en 1868. Réélu en 1870. Réélu en 1872. Perd sa réélection. | 1868–1873 Comtés de Beaufort, Bertie, Camden, Chowan, Currituck, Dare, Gates, Halifax, Hertford, Hyde, Martin, Northampton, Pasquotank, Perquimans, Tyrrell et Washington                 |
| Clinton L. Cobb (en)             | Républicain           | 4 mars 1869 - 3 mars 1875           | 41e - 43e   | Élu en 1868. Réélu en 1870. Réélu en 1872. Perd sa réélection. | 1873–1883 Comtés de Beaufort, Bertie, Camden, Chowan, Currituck, Dare, Gates, Hertford, Hyde, Martin, Pamlico, Pasquotank, Perquimans, Pitt, Tyrrell et Washington                        |
| Jesse J. Yeates (en)             | Démocrate             | 4 mars 1875 - 3 mars 1879           | 44e , 45e   | Élu en 1874. Réélu en 1876. Perd sa réélection mais conteste le résultat. | |
| Joseph J. Martin (en)            | Républicain           | 4 mars 1879 - 29 janvier 1881       | 46e         | Élu en 1878. Perd la contestation de son élection avant la fin de son mandat. | |
| Jesse J. Yeates (en)             | Démocrate             | 29 janvier 1881 - 3 mars 1881       | 46e         | Rempote la contestation de son élection. Retrait. | |
| Louis C. Latham (en)             | Démocrate             | 4 mars 1881 - 3 mars 1883           | 47e         | Élu en 1880. Perd sa réélection. | |
| Walter F. Pool (en)              | Républicain           | 4 mars 1883 - 25 août 1883          | 48e         | Élu en 1882. Décès. | 1883–1893 Comtés de Beaufort, Camden, Carteret, Chowan, Currituck, Dare, Gates, Hertford, Hyde, Martin, Pamlico, Pasquotank, Perquimans, Pitt, Tyrrell et Washington                      |
| Vacant                           | Vacant                | 25 août 1883 - 20 novembre 1883     | 48e         | | 1883–1893 Comtés de Beaufort, Camden, Carteret, Chowan, Currituck, Dare, Gates, Hertford, Hyde, Martin, Pamlico, Pasquotank, Perquimans, Pitt, Tyrrell et Washington                      |
| Thomas G. Skinner (en)           | Démocrate             | 20 novembre 1883 - 3 mars 1887      | 48e , 49e   | Élu pour terminer le mandat de Pool. Réélu en 1884. Perd sa renomination. | 1883–1893 Comtés de Beaufort, Camden, Carteret, Chowan, Currituck, Dare, Gates, Hertford, Hyde, Martin, Pamlico, Pasquotank, Perquimans, Pitt, Tyrrell et Washington                      |
| Louis C. Latham (en)             | Démocrate             | 4 mars 1887 - 3 mars 1889           | 50e         | Élu en 1886. Perd sa renomination. | 1883–1893 Comtés de Beaufort, Camden, Carteret, Chowan, Currituck, Dare, Gates, Hertford, Hyde, Martin, Pamlico, Pasquotank, Perquimans, Pitt, Tyrrell et Washington                      |
| Louis C. Latham (en)             | Démocrate             | 4 mars 1889 - 3 mars 1891           | 51e         | Élu en 1888. Perd sa renomination. | 1883–1893 Comtés de Beaufort, Camden, Carteret, Chowan, Currituck, Dare, Gates, Hertford, Hyde, Martin, Pamlico, Pasquotank, Perquimans, Pitt, Tyrrell et Washington                      |
| William A. B. Branch (en)        | Démocrate             | 4 mars 1891 - 3 mars 1895           | 52e , 53e   | Élu en 1890. Réélu en 1892. Perd sa réélection. | 1883–1893 Comtés de Beaufort, Camden, Carteret, Chowan, Currituck, Dare, Gates, Hertford, Hyde, Martin, Pamlico, Pasquotank, Perquimans, Pitt, Tyrrell et Washington                      |
| William A. B. Branch (en)        | Démocrate             | 4 mars 1891 - 3 mars 1895           | 52e , 53e   | Élu en 1890. Réélu en 1892. Perd sa réélection. | 1893–1903 Comtés de Beaufort, Bertie, Camden, Carteret, Chowan, Currituck, Dare, Gates, Hertford, Hyde, Martin, Pamlico, Pasquotank, Perquimans, Pitt, Tyrrell et Washington              |
| Harry Skinner (en)               | Populiste             | 4 mars 1895 - 3 mars 1899           | 54e , 55e   | Élu en 1894. Réélu en 1896. Perd sa réélection. | |
| John H. Small (en)               | Démocrate             | 4 mars 1899 - 3 mars 1921           | 56e - 66e   | Élu en 1898. Réélu en 1900. Réélu en 1902. Réélu en 1904. Réélu en 1906. Réélu en 1908. Réélu en 1910. Réélu en 1912. Réélu en 1914. Réélu en 1916. Réélu en 1918. Retrait.                                                                      | |
| John H. Small (en)               | Démocrate             | 4 mars 1899 - 3 mars 1921           | 56e - 66e   | Élu en 1898. Réélu en 1900. Réélu en 1902. Réélu en 1904. Réélu en 1906. Réélu en 1908. Réélu en 1910. Réélu en 1912. Réélu en 1914. Réélu en 1916. Réélu en 1918. Retrait.                                                                      | 1903–1913 Comtés de Beaufort, Bertie, Camden, Chowan, Currituck, Dare, Gates, Hertford, Hyde, Martin, Pasquotank, Perquimans, Pitt, Tyrrell et Washington                                 |
| John H. Small (en)               | Démocrate             | 4 mars 1899 - 3 mars 1921           | 56e - 66e   | Élu en 1898. Réélu en 1900. Réélu en 1902. Réélu en 1904. Réélu en 1906. Réélu en 1908. Réélu en 1910. Réélu en 1912. Réélu en 1914. Réélu en 1916. Réélu en 1918. Retrait.                                                                      | 1913–1933 Comtés de Beaufort, Bertie, Camden, Chowan, Currituck, Dare, Gates, Hertford, Hyde, Martin, Pasquotank, Perquimans, Pitt, Tyrrell et Washington                                 |
| Hallett S. Ward (en)             | Démocrate             | 4 mars 1921 - 3 mars 1925           | 67e , 68e   | Élu en 1920. Réélu en 1922. Retrait. | |
| Lindsay C. Warren (en)           | Démocrate             | 4 mars 1925 - 31 octobre 1940       | 69e - 76e   | Élu en 1924. Réélu en 1926. Réélu en 1928. Réélu en 1930. Réélu en 1932. Réélu en 1934. Réélu en 1936. Réélu en 1938. Démissionne pour devenir Contrôleur Général des Comptes.                                                                   | |
| Lindsay C. Warren (en)           | Démocrate             | 4 mars 1925 - 31 octobre 1940       | 69e - 76e   | Élu en 1924. Réélu en 1926. Réélu en 1928. Réélu en 1930. Réélu en 1932. Réélu en 1934. Réélu en 1936. Réélu en 1938. Démissionne pour devenir Contrôleur Général des Comptes.                                                                   | 1933–1943 Comtés de Beaufort, Bertie, Camden, Chowan, Currituck, Dare, Gates, Hertford, Hyde, Martin, Pasquotank, Perquimans, Pitt, Tyrrell et Washington                                 |
| Vacant                           | Vacant                | 31 octobre 1940 - 5 novembre 1940   | 76e         | | |
| Herbert C. Bonner (en)           | Démocrate             | 5 novembre 1940 - 7 novembre 1965   | 76e - 89e   | Élu pour terminer le mandat de Warren. Réélu en 1940. Réélu en 1942. Réélu en 1944. Réélu en 1946. Réélu en 1948. Réélu en 1950. Réélu en 1952. Réélu en 1954. Réélu en 1956. Réélu en 1958. Réélu en 1960. Réélu en 1962. Réélu en 1964. Décès. | |
| Herbert C. Bonner (en)           | Démocrate             | 5 novembre 1940 - 7 novembre 1965   | 76e - 89e   | Élu pour terminer le mandat de Warren. Réélu en 1940. Réélu en 1942. Réélu en 1944. Réélu en 1946. Réélu en 1948. Réélu en 1950. Réélu en 1952. Réélu en 1954. Réélu en 1956. Réélu en 1958. Réélu en 1960. Réélu en 1962. Réélu en 1964. Décès. | 1943–1953 Comtés de Beaufort, Bertie, Camden, Chowan, Currituck, Dare, Gates, Hertford, Hyde, Martin, Pasquotank, Perquimans, Pitt, Tyrrell et Washington                                 |
| Herbert C. Bonner (en)           | Démocrate             | 5 novembre 1940 - 7 novembre 1965   | 76e - 89e   | Élu pour terminer le mandat de Warren. Réélu en 1940. Réélu en 1942. Réélu en 1944. Réélu en 1946. Réélu en 1948. Réélu en 1950. Réélu en 1952. Réélu en 1954. Réélu en 1956. Réélu en 1958. Réélu en 1960. Réélu en 1962. Réélu en 1964. Décès. | 1953–1963 Comtés de Beaufort, Bertie, Camden, Chowan, Currituck, Dare, Gates, Hertford, Hyde, Martin, Pasquotank, Perquimans, Pitt, Tyrrell et Washington                                 |
| Herbert C. Bonner (en)           | Démocrate             | 5 novembre 1940 - 7 novembre 1965   | 76e - 89e   | Élu pour terminer le mandat de Warren. Réélu en 1940. Réélu en 1942. Réélu en 1944. Réélu en 1946. Réélu en 1948. Réélu en 1950. Réélu en 1952. Réélu en 1954. Réélu en 1956. Réélu en 1958. Réélu en 1960. Réélu en 1962. Réélu en 1964. Décès. | 1963–1973 Comtés de Beaufort, Bertie, Camden, Chowan, Craven, Currituck, Dare, Gates, Hertford, Hyde, Jones, Lenoir, Martin, Pamlico, Pasquotank, Perquimans, Pitt, Tyrrell et Washington |
| Vacant                           | Vacant                | 7 novembre 1965 - 5 février 1966    | 89e         | | |
| Walter B. Jones Sr. (en)         | Démocrate             | 5 février 1966 - 15 septembre 1992  | 89e - 102e  | Élu pour terminer le mandat de Bonner. Réélu en 1966. Réélu en 1968. Réélu en 1970. Réélu en 1972. Réélu en 1974. Réélu en 1976. Réélu en 1978. Réélu en 1980. Réélu en 1982. Réélu en 1984. Réélu en 1986. Réélu en 1988. Réélu en 1990. Décès. | |
| Walter B. Jones Sr. (en)         | Démocrate             | 5 février 1966 - 15 septembre 1992  | 89e - 102e  | Élu pour terminer le mandat de Bonner. Réélu en 1966. Réélu en 1968. Réélu en 1970. Réélu en 1972. Réélu en 1974. Réélu en 1976. Réélu en 1978. Réélu en 1980. Réélu en 1982. Réélu en 1984. Réélu en 1986. Réélu en 1988. Réélu en 1990. Décès. | 1973–1983 |
| Walter B. Jones Sr. (en)         | Démocrate             | 5 février 1966 - 15 septembre 1992  | 89e - 102e  | Élu pour terminer le mandat de Bonner. Réélu en 1966. Réélu en 1968. Réélu en 1970. Réélu en 1972. Réélu en 1974. Réélu en 1976. Réélu en 1978. Réélu en 1980. Réélu en 1982. Réélu en 1984. Réélu en 1986. Réélu en 1988. Réélu en 1990. Décès. | 1983–1993 |
| Vacant                           | Vacant                | 15 septembre 1992 - 3 novembre 1992 | 102e        | | |
| Eva Clayton (en)                 | Démocrate             | 3 novembre 1992 - 3 janvier 2003    | 102e - 107e | Élue pour terminer le mandat de Jones. Réélue en 1992. Réélue en 1994. Réélue en 1996. Réélue en 1998. Réélue en 2000. Retrait. | |
| Eva Clayton (en)                 | Démocrate             | 3 novembre 1992 - 3 janvier 2003    | 102e - 107e | Élue pour terminer le mandat de Jones. Réélue en 1992. Réélue en 1994. Réélue en 1996. Réélue en 1998. Réélue en 2000. Retrait. | 1993–2003 |
| Frank Ballance (en)              | Démocrate             | 3 janvier 2003 - 11 juin 2004       | 108e        | Élu en 2002. Démissionne. | 2003–2013 |
| Vacant                           | Vacant                | 11 juin 2004 - 20 juillet 2004      | 108e        | | 2003–2013 |
| G. K. Butterfield                | Démocrate             | 20 juillet 2004 - 30 décembre 2022  | 108e - 117e | Élu pour terminer le mandat de Ballance. Réélu en 2004. Réélu en 2006. Réélu en 2008. Réélu en 2010. Réélu en 2012. Réélu en 2014. Réélu en 2016. Réélu en 2018. Réélu en 2020. Démissionne.                                                     | 2003–2013 |
| G. K. Butterfield                | Démocrate             | 20 juillet 2004 - 30 décembre 2022  | 108e - 117e | Élu pour terminer le mandat de Ballance. Réélu en 2004. Réélu en 2006. Réélu en 2008. Réélu en 2010. Réélu en 2012. Réélu en 2014. Réélu en 2016. Réélu en 2018. Réélu en 2020. Démissionne.                                                     | 2013–2017 |
| G. K. Butterfield                | Démocrate             | 20 juillet 2004 - 30 décembre 2022  | 108e - 117e | Élu pour terminer le mandat de Ballance. Réélu en 2004. Réélu en 2006. Réélu en 2008. Réélu en 2010. Réélu en 2012. Réélu en 2014. Réélu en 2016. Réélu en 2018. Réélu en 2020. Démissionne.                                                     | 2017–2021 |
| G. K. Butterfield                | Démocrate             | 20 juillet 2004 - 30 décembre 2022  | 108e - 117e | Élu pour terminer le mandat de Ballance. Réélu en 2004. Réélu en 2006. Réélu en 2008. Réélu en 2010. Réélu en 2012. Réélu en 2014. Réélu en 2016. Réélu en 2018. Réélu en 2020. Démissionne.                                                     | 2021–2023 |
| Vacant                           | Vacant                | 30 décembre 2022 - 3 janvier 2023   | 117e        | | |
| Donald Davis                     | Démocrate             | 3 janvier 2023 - Présent            | 118e        | Élu en 2022. | 2023–2025 |

## Résultats des récentes élections
Voici les résultats des dix précédents cycles électoraux dans le district.

### 2004
| Élection de 2004 du 1er district congressionnel de Caroline du Nord | Élection de 2004 du 1er district congressionnel de Caroline du Nord | Élection de 2004 du 1er district congressionnel de Caroline du Nord | Élection de 2004 du 1er district congressionnel de Caroline du Nord | Élection de 2004 du 1er district congressionnel de Caroline du Nord |
| ------------------------------------------------------------------- | ------------------------------------------------------------------- | ------------------------------------------------------------------- | ------------------------------------------------------------------- | ------------------------------------------------------------------- |
| Parti                                                               | Parti                                                               | Candidat                                                            | Votes                                                               | %                                                                   |
|                                                                     | Démocrate                                                           | G. K. Butterfield                                                   | 137 667                                                             | 63,98                                                               |
|                                                                     | Républicain                                                         | Greg Dority                                                         | 77 508                                                              | 36,02                                                               |
| Total des votes                                                     | Total des votes                                                     | Total des votes                                                     | 215 175                                                             | 100 %                                                               |
|                                                                     | Les Démocrates conservent                                           |                                                                     |                                                                     |                                                                     |

### 2006
| Élection de 2006 du 1er district congressionnel de Caroline du Nord | Élection de 2006 du 1er district congressionnel de Caroline du Nord | Élection de 2006 du 1er district congressionnel de Caroline du Nord | Élection de 2006 du 1er district congressionnel de Caroline du Nord | Élection de 2006 du 1er district congressionnel de Caroline du Nord |
| ------------------------------------------------------------------- | ------------------------------------------------------------------- | ------------------------------------------------------------------- | ------------------------------------------------------------------- | ------------------------------------------------------------------- |
| Parti                                                               | Parti                                                               | Candidat                                                            | Votes                                                               | %                                                                   |
|                                                                     | Démocrate                                                           | G. K. Butterfield (sortant)                                         | 82 510                                                              | 100 %                                                               |
|                                                                     | Les Démocrates conservent                                           |                                                                     |                                                                     |                                                                     |

### 2008
| Élection de 2008 du 1er district congressionnel de Caroline du Nord | Élection de 2008 du 1er district congressionnel de Caroline du Nord | Élection de 2008 du 1er district congressionnel de Caroline du Nord | Élection de 2008 du 1er district congressionnel de Caroline du Nord | Élection de 2008 du 1er district congressionnel de Caroline du Nord |
| ------------------------------------------------------------------- | ------------------------------------------------------------------- | ------------------------------------------------------------------- | ------------------------------------------------------------------- | ------------------------------------------------------------------- |
| Parti                                                               | Parti                                                               | Candidat                                                            | Votes                                                               | %                                                                   |
|                                                                     | Démocrate                                                           | G. K. Butterfield (sortant)                                         | 192 765                                                             | 70,28                                                               |
|                                                                     | Républicain                                                         | Dean Stephens                                                       | 81 506                                                              | 29,72                                                               |
| Total des votes                                                     | Total des votes                                                     | Total des votes                                                     | 274 271                                                             | 100 %                                                               |
|                                                                     | Les Démocrates conservent                                           |                                                                     |                                                                     |                                                                     |

### 2010
| Élection de 2010 du 1er district congressionnel de Caroline du Nord | Élection de 2010 du 1er district congressionnel de Caroline du Nord | Élection de 2010 du 1er district congressionnel de Caroline du Nord | Élection de 2010 du 1er district congressionnel de Caroline du Nord | Élection de 2010 du 1er district congressionnel de Caroline du Nord |
| ------------------------------------------------------------------- | ------------------------------------------------------------------- | ------------------------------------------------------------------- | ------------------------------------------------------------------- | ------------------------------------------------------------------- |
| Parti                                                               | Parti                                                               | Candidat                                                            | Votes                                                               | %                                                                   |
|                                                                     | Démocrate                                                           | G. K. Butterfield (sortant)                                         | 103 294                                                             | 59,31                                                               |
|                                                                     | Républicain                                                         | Ashley Woolard                                                      | 70 867                                                              | 40,69                                                               |
| Total des votes                                                     | Total des votes                                                     | Total des votes                                                     | 174 161                                                             | 100 %                                                               |
|                                                                     | Les Démocrates conservent                                           |                                                                     |                                                                     |                                                                     |

### 2012
| Élection de 2012 du 1er district congressionnel de Caroline du Nord | Élection de 2012 du 1er district congressionnel de Caroline du Nord | Élection de 2012 du 1er district congressionnel de Caroline du Nord | Élection de 2012 du 1er district congressionnel de Caroline du Nord | Élection de 2012 du 1er district congressionnel de Caroline du Nord |
| ------------------------------------------------------------------- | ------------------------------------------------------------------- | ------------------------------------------------------------------- | ------------------------------------------------------------------- | ------------------------------------------------------------------- |
| Parti                                                               | Parti                                                               | Candidat                                                            | Votes                                                               | %                                                                   |
|                                                                     | Démocrate                                                           | G. K. Butterfield (sortant)                                         | 254 644                                                             | 75,32                                                               |
|                                                                     | Républicain                                                         | Peter DiLauro                                                       | 77 288                                                              | 22,86                                                               |
|                                                                     | Libertarien                                                         | Darryl Holloman                                                     | 6 134                                                               | 1,81                                                                |
| Total des votes                                                     | Total des votes                                                     | Total des votes                                                     | 338 066                                                             | 99,9                                                                |
|                                                                     | Les Démocrates conservent                                           |                                                                     |                                                                     |                                                                     |

### 2014
| Élection de 2014 du 1er district congressionnel de Caroline du Nord | Élection de 2014 du 1er district congressionnel de Caroline du Nord | Élection de 2014 du 1er district congressionnel de Caroline du Nord | Élection de 2014 du 1er district congressionnel de Caroline du Nord | Élection de 2014 du 1er district congressionnel de Caroline du Nord |
| ------------------------------------------------------------------- | ------------------------------------------------------------------- | ------------------------------------------------------------------- | ------------------------------------------------------------------- | ------------------------------------------------------------------- |
| Parti                                                               | Parti                                                               | Candidat                                                            | Votes                                                               | %                                                                   |
|                                                                     | Démocrate                                                           | G. K. Butterfield (sortant)                                         | 154 333                                                             | 73,38                                                               |
|                                                                     | Républicain                                                         | Arthur Rich                                                         | 55 990                                                              | 26,62                                                               |
| Total des votes                                                     | Total des votes                                                     | Total des votes                                                     | 210 323                                                             | 100                                                                 |
|                                                                     | Les Démocrates conservent                                           |                                                                     |                                                                     |                                                                     |

### 2016
| Élection de 2016 du 1er district congressionnel de Caroline du Nord | Élection de 2016 du 1er district congressionnel de Caroline du Nord | Élection de 2016 du 1er district congressionnel de Caroline du Nord | Élection de 2016 du 1er district congressionnel de Caroline du Nord | Élection de 2016 du 1er district congressionnel de Caroline du Nord |
| ------------------------------------------------------------------- | ------------------------------------------------------------------- | ------------------------------------------------------------------- | ------------------------------------------------------------------- | ------------------------------------------------------------------- |
| Parti                                                               | Parti                                                               | Candidat                                                            | Votes                                                               | %                                                                   |
|                                                                     | Démocrate                                                           | G. K. Butterfield (sortant)                                         | 240 661                                                             | 68,62                                                               |
|                                                                     | Républicain                                                         | H. Powell Dew Jr.                                                   | 101 567                                                             | 28,96                                                               |
|                                                                     | Libertarien                                                         | Joseph John Summerell                                               | 8 259                                                               | 2,4                                                                 |
| Total des votes                                                     | Total des votes                                                     | Total des votes                                                     | 346 830                                                             | 100                                                                 |
|                                                                     | Les Démocrates conservent                                           |                                                                     |                                                                     |                                                                     |

### 2018
| Élection de 2018 du 1er district congressionnel de Caroline du Nord | Élection de 2018 du 1er district congressionnel de Caroline du Nord | Élection de 2018 du 1er district congressionnel de Caroline du Nord | Élection de 2018 du 1er district congressionnel de Caroline du Nord | Élection de 2018 du 1er district congressionnel de Caroline du Nord |
| ------------------------------------------------------------------- | ------------------------------------------------------------------- | ------------------------------------------------------------------- | ------------------------------------------------------------------- | ------------------------------------------------------------------- |
| Parti                                                               | Parti                                                               | Candidat                                                            | Votes                                                               | %                                                                   |
|                                                                     | Démocrate                                                           | G. K. Butterfield (sortant)                                         | 190 457                                                             | 69,9                                                                |
|                                                                     | Républicain                                                         | Roger Allison                                                       | 82 218                                                              | 30,2                                                                |
| Total des votes                                                     | Total des votes                                                     | Total des votes                                                     | 272 675                                                             | 100                                                                 |
|                                                                     | Les Démocrates conservent                                           |                                                                     |                                                                     |                                                                     |

### 2020
| Élection de 2020 du 1er district congressionnel de Caroline du Nord | Élection de 2020 du 1er district congressionnel de Caroline du Nord | Élection de 2020 du 1er district congressionnel de Caroline du Nord | Élection de 2020 du 1er district congressionnel de Caroline du Nord | Élection de 2020 du 1er district congressionnel de Caroline du Nord |
| ------------------------------------------------------------------- | ------------------------------------------------------------------- | ------------------------------------------------------------------- | ------------------------------------------------------------------- | ------------------------------------------------------------------- |
| Parti                                                               | Parti                                                               | Candidat                                                            | Votes                                                               | %                                                                   |
|                                                                     | Démocrate                                                           | G. K. Butterfield (sortant)                                         | 188 870                                                             | 54,2                                                                |
|                                                                     | Républicain                                                         | Sandy Smith                                                         | 159 758                                                             | 45,8                                                                |
| Total des votes                                                     | Total des votes                                                     | Total des votes                                                     | 348 618                                                             | 100                                                                 |
|                                                                     | Les Démocrates conservent                                           |                                                                     |                                                                     |                                                                     |

### 2022
| Primaire Démocrate de 2022 du 1er district congressionnel de Caroline du Nord | Primaire Démocrate de 2022 du 1er district congressionnel de Caroline du Nord | Primaire Démocrate de 2022 du 1er district congressionnel de Caroline du Nord | Primaire Démocrate de 2022 du 1er district congressionnel de Caroline du Nord | Primaire Démocrate de 2022 du 1er district congressionnel de Caroline du Nord |
| ----------------------------------------------------------------------------- | ----------------------------------------------------------------------------- | ----------------------------------------------------------------------------- | ----------------------------------------------------------------------------- | ----------------------------------------------------------------------------- |
| Parti                                                                         | Parti                                                                         | Candidat                                                                      | Votes                                                                         | %                                                                             |
|                                                                               | Démocrate                                                                     | Donald Davis                                                                  | 42 693                                                                        | 63,2                                                                          |
|                                                                               | Démocrate                                                                     | Erica Smith                                                                   | 21 012                                                                        | 31,1                                                                          |
|                                                                               | Démocrate                                                                     | Jason Spriggs                                                                 | 2 123                                                                         | 3,1                                                                           |
|                                                                               | Démocrate                                                                     | Jullian Bishop Sr.                                                            | 1 752                                                                         | 2,6                                                                           |

| Primaire Républicaine de 2022 du 1er district congressionnel de Caroline du Nord | Primaire Républicaine de 2022 du 1er district congressionnel de Caroline du Nord | Primaire Républicaine de 2022 du 1er district congressionnel de Caroline du Nord | Primaire Républicaine de 2022 du 1er district congressionnel de Caroline du Nord | Primaire Républicaine de 2022 du 1er district congressionnel de Caroline du Nord |
| -------------------------------------------------------------------------------- | -------------------------------------------------------------------------------- | -------------------------------------------------------------------------------- | -------------------------------------------------------------------------------- | -------------------------------------------------------------------------------- |
| Parti                                                                            | Parti                                                                            | Candidat                                                                         | Votes                                                                            | %                                                                                |
|                                                                                  | Républicain                                                                      | Sandy Smith                                                                      | 13 621                                                                           | 13,4                                                                             |
|                                                                                  | Républicain                                                                      | Sandy Roberson                                                                   | 11 603                                                                           | 26,7                                                                             |
|                                                                                  | Républicain                                                                      | Billy Strickland                                                                 | 6 050                                                                            | 13,9                                                                             |
|                                                                                  | Républicain                                                                      | Brent Roberson                                                                   | 5 992                                                                            | 13,8                                                                             |
|                                                                                  | Républicain                                                                      | Brad Murphy                                                                      | 4 128                                                                            | 9,5                                                                              |
|                                                                                  | Républicain                                                                      | Will Aiken                                                                       | 1 285                                                                            | 3,0                                                                              |
|                                                                                  | Républicain                                                                      | Ernest Reeves                                                                    | 523                                                                              | 1,2                                                                              |
|                                                                                  | Républicain                                                                      | Henry Williams                                                                   | 202                                                                              | 0,5                                                                              |

| Élection de 2022 du 1er district congressionnel de Caroline du Nord | Élection de 2022 du 1er district congressionnel de Caroline du Nord | Élection de 2022 du 1er district congressionnel de Caroline du Nord | Élection de 2022 du 1er district congressionnel de Caroline du Nord | Élection de 2022 du 1er district congressionnel de Caroline du Nord |
| ------------------------------------------------------------------- | ------------------------------------------------------------------- | ------------------------------------------------------------------- | ------------------------------------------------------------------- | ------------------------------------------------------------------- |
| Parti                                                               | Parti                                                               | Candidat                                                            | Votes                                                               | %                                                                   |
|                                                                     | Démocrate                                                           | Donald Davis                                                        | 134 996                                                             | 52,4                                                                |
|                                                                     | Républicain                                                         | Sandy Smith                                                         | 122 780                                                             | 47,6                                                                |
| Total des votes                                                     | Total des votes                                                     | Total des votes                                                     | 257 776                                                             | 100 %                                                               |
|                                                                     | Les Démocrates conservent                                           |                                                                     |                                                                     |                                                                     |

### 2024
La Primaire Démocrate a été annulée. Donald Davis (D-Sortant) avance vers l'Élection Générale.
| Primaire Républicaine de 2024 du 1er district congressionnel de Caroline du Nord | Primaire Républicaine de 2024 du 1er district congressionnel de Caroline du Nord | Primaire Républicaine de 2024 du 1er district congressionnel de Caroline du Nord | Primaire Républicaine de 2024 du 1er district congressionnel de Caroline du Nord | Primaire Républicaine de 2024 du 1er district congressionnel de Caroline du Nord |
| -------------------------------------------------------------------------------- | -------------------------------------------------------------------------------- | -------------------------------------------------------------------------------- | -------------------------------------------------------------------------------- | -------------------------------------------------------------------------------- |
| Parti                                                                            | Parti                                                                            | Candidat                                                                         | Votes                                                                            | %                                                                                |
|                                                                                  | Républicain                                                                      | Laurie Buckhout                                                                  | 33 893                                                                           | 53,5                                                                             |
|                                                                                  | Républicain                                                                      | Sandy Smith                                                                      | 29 471                                                                           | 46,5                                                                             |

| Élection de 2024 du 1er district congressionnel de Caroline du Nord | Élection de 2024 du 1er district congressionnel de Caroline du Nord | Élection de 2024 du 1er district congressionnel de Caroline du Nord | Élection de 2024 du 1er district congressionnel de Caroline du Nord | Élection de 2024 du 1er district congressionnel de Caroline du Nord |
| ------------------------------------------------------------------- | ------------------------------------------------------------------- | ------------------------------------------------------------------- | ------------------------------------------------------------------- | ------------------------------------------------------------------- |
| Parti                                                               | Parti                                                               | Candidat                                                            | Votes                                                               | %                                                                   |
|                                                                     | Démocrate                                                           | Donald Davis (sortant)                                              | 186 341                                                             | 49,5                                                                |
|                                                                     | Républicain                                                         | Laurie Buckhout                                                     | 180 034                                                             | 47,8                                                                |
|                                                                     | Libertarien                                                         | Tom Bailey                                                          | 9949                                                                | 2,6                                                                 |
| Total des votes                                                     | Total des votes                                                     | Total des votes                                                     | 376 324                                                             | 100 %                                                               |
|                                                                     | Les Démocrates conservent                                           |                                                                     |                                                                     |                                                                     |